# София, герцогиня Вермландская
Её Королевское высочество принцесса София, герцогиня Вермландская (швед. Prinsessan Sofia hertiginna av Värmland, в девичестве София Кристина Хелльквист швед. Sofia Kristina Hellqvist; род. 6 декабря 1984, Дандерюдский госпиталь, Дандерюд) — шведская модель, супруга принца Карла Филиппа, невестка правящего короля Карла XVI Густава и королевы Сильвии.

## Биография
Родилась 6 декабря 1984 года в семье Эрика и Мари Хеллквист. У неё две родные сестры. Все они выросли в местечке Альвдален. Брала уроки танца, комедии и фортепиано.
Переехав в Стокгольм после окончания гимназии, девушка подрабатывала официанткой и моделью. В 20 лет она снималась топлесс для известного в Швеции мужского журнала Slitz, получив в итоге титул «Мисс Slitz».
После успеха на поприще фотомодели её пригласили в реалити-шоу с элементами эротики Paradise Hotel, после окончания которого София отправилась жить в Нью-Йорк. Там она обучалась йоге и вскоре открыла свой собственный йога-центр. Позже она также выпустила свою линию одежды для йоги.
В 2009 году, ещё до встречи с принцем, она решила отправиться в Гану в качестве волонтера, где помогала строить детский дом. Уже после знакомства с будущим мужем, но ещё до начала отношений с ним, в 2010 году София стала учредителем детского благотворительного фонда «Игровая площадка».
С апреля 2010 года начала встречаться с принцем Карлом Филиппом. В июне 2014 года было объявлено об их помолвке.
13 июня 2015 года в 17:00 в церкви Королевского дворца, состоялась церемония браковенчания.
19 апреля 2016 года в больнице Дандерюд в 18:25 у пары родился сын — Александр Эрик Хубертус Бертиль, герцог Сёдерманландский. Вес составил 3595 граммов, рост — 49 см.
31 августа 2017 года в больнице Дандерюд в 11:24 у пары родился сын — Габриэль Карл Вальтер, герцог Даларнский. Вес составил 3400 граммов, рост — 49 см.
26 марта 2021 года в больнице Дандерюд в 11:19 у пары родился сын — Юлиан Герберт Фольке, герцог Халландский.
2 сентября 2024 года стало известно, что София беременна четвёртым ребёнком, появление на свет которого ожидается в феврале 2025 года. 7 февраля 2025 года в больнице Дандерюд в 13:10 у пары родилась дочь Инес Мари Лилиан Сильвия, герцогиня Вестерботтенская. Вес составил 3645 граммов, рост — 49 сантиметров.

## Награды
- Дама ордена Серафимов[11]
- Дама Королевского семейного ордена Карла XVI Густава II класса[12]
- Памятная медаль к 70-летию короля Швеции Карла XVI Густава (30 апреля 2016)
- Дама Большого креста ордена Сокола (Исландия, 2018)
- Дама Большого креста ордена «За заслуги перед Итальянской Республикой» (Италия, 2018)